# 선산터미널
선산터미널은 경상북도 구미시 선산읍 선산대로 1408 (동부리 327-5)에 있는 버스 터미널이다.
인근에 선산관광호텔이 붙어 있으며 주로 경상도권 지역 위주로 운행했으나 2018년 11월 23일에 거의 모두 폐지되고 동서울행 밖에 남지 않게 되었다. 그러나 아직까지 김천이나 구미역으로 가는 노선은 활발히 운행중이다. 그 외 구미시 관내 구.선산군 지역으로 가는 시내버스가 운행중이다.

## 운행 노선

### 시외버스
| 방면        | 행선지 |
| ----------- | ------ |
| 수도권 방면 | 동서울 |